# Liste der Gemeinden im Landkreis Kronach

Karte des Landkreises Kronach

Die Liste der Gemeinden im Landkreis Kronach gibt einen Überblick über die Verwaltungseinheiten des Landkreises. Es gibt 18 politische Gemeinden, von denen 13 eine eigene Verwaltung haben, und 2 Verwaltungsgemeinschaften.

## Legende
- Verwaltungseinheit: Name der Gemeinde und Angabe der Gemeindeart: Gemeinde (–), Markt (M), Stadt (St) oder Name der Verwaltungsgemeinschaft (VG). Einheitsgemeinden wie auch Verwaltungsgemeinschaften sind fett gedruckt
- Wappen: Wappen der Gemeinde
- GT: Gemeindeteile der Gemeinde. Der Wiki-Link ist mit der Gemeindegliederung der jeweiligen Gemeinde verknüpft.
- VG: Zeigt ggf. an, ob eine Gemeinde zu einer Verwaltungsgemeinschaft gehört
- Karte: Zeigt die Lage der Gemeinde im Landkreis
- Fläche: Fläche der Stadt beziehungsweise Gemeinde, angegeben in Quadratkilometer
- Einwohner: Zahl der Menschen, die in der Gemeinde beziehungsweise Stadt leben (Stand: 31. Dezember 2023[1])
- EW-Dichte: Angegeben ist die Einwohnerdichte, gerechnet auf die Fläche der Verwaltungseinheit, angegeben in Einwohner pro km2 (Stand: 31. Dezember 2023[2])
- Statistik: Link zur kommunalen Statistik des Bayerischen Landesamts für Statistik
- Website: Website der Gemeinde bzw. der Verwaltungsgemeinschaft

## Gemeinden
| Verwaltungseinheit | Wappen                                | GT | VG         | Karte                                                            | Fläche in km²  | Einwohner      | Einwohner je km² | Statistik | Website |
| ------------------ | ------------------------------------- | -- | ---------- | ---------------------------------------------------------------- | -------------- | -------------- | ---------------- | --------- | ------- |
| Landkreis Kronach  | Wappen des Landkreises Kronach        |    |            | Der Landkreis Kronach                                            | 651,53         | 66294          | 102              | [ 3 ]     | [ 4 ]   |
| Mitwitz, VG        |                                       |    | Mitwitz    | Lage der Verwaltungsgemeinschaft Mitwitz im Landkreis Kronach    | 42,50 (6.5 %)  | 3855 (5.8 %)   | 91               |           |         |
| Teuschnitz, VG     |                                       |    | Teuschnitz | Lage der Verwaltungsgemeinschaft Teuschnitz im Landkreis Kronach | 63,03 (9.7 %)  | 3101 (4.7 %)   | 49               |           |         |
| Kronach, St        | Wappen der Gemeinde Kronach           | 67 |            | Lage der Gemeinde Kronach im Landkreis Kronach                   | 66,99 (10.3 %) | 16924 (25.5 %) | 253              | [ 5 ]     | [ 6 ]   |
| Küps, M            | Wappen der Gemeinde Küps              | 29 |            | Lage der Gemeinde Küps im Landkreis Kronach                      | 35,64 (5.5 %)  | 7818 (11.8 %)  | 219              | [ 7 ]     | [ 8 ]   |
| Ludwigsstadt, St   | Wappen der Gemeinde Ludwigsstadt      | 20 |            | Lage der Gemeinde Ludwigsstadt im Landkreis Kronach              | 58,73 (9 %)    | 3315 (5 %)     | 56               | [ 9 ]     | [ 10 ]  |
| Marktrodach, M     | Wappen der Gemeinde Marktrodach       | 20 |            | Lage der Gemeinde Marktrodach im Landkreis Kronach               | 33,32 (5.1 %)  | 3686 (5.6 %)   | 111              | [ 11 ]    | [ 12 ]  |
| Mitwitz, M         | Wappen der Gemeinde Mitwitz           | 27 |            | Lage der Gemeinde Mitwitz im Landkreis Kronach                   | 33,19 (5.1 %)  | 2854 (4.3 %)   | 86               | [ 13 ]    | [ 14 ]  |
| Nordhalben, M      | Wappen der Gemeinde Nordhalben        | 12 |            | Lage der Gemeinde Nordhalben im Landkreis Kronach                | 21,91 (3.4 %)  | 1626 (2.5 %)   | 74               | [ 15 ]    | [ 16 ]  |
| Pressig, M         | Wappen der Gemeinde Pressig           | 14 |            | Lage der Gemeinde Pressig im Landkreis Kronach                   | 53,19 (8.2 %)  | 3920 (5.9 %)   | 74               | [ 17 ]    | [ 18 ]  |
| Reichenbach        | Wappen der Gemeinde Reichenbach       | 1  | Teuschnitz | Lage der Gemeinde Reichenbach im Landkreis Kronach               | 8,65 (1.3 %)   | 672 (1 %)      | 78               | [ 19 ]    | [ 20 ]  |
| Schneckenlohe      | Wappen der Gemeinde Schneckenlohe     | 4  | Mitwitz    | Lage der Gemeinde Schneckenlohe im Landkreis Kronach             | 9,31 (1.4 %)   | 1001 (1.5 %)   | 108              | [ 21 ]    | [ 22 ]  |
| Steinbach am Wald  | Wappen der Gemeinde Steinbach am Wald | 8  |            | Lage der Gemeinde Steinbach am Wald im Landkreis Kronach         | 36,14 (5.5 %)  | 3041 (4.6 %)   | 84               | [ 23 ]    | [ 24 ]  |
| Steinwiesen, M     | Wappen der Gemeinde Steinwiesen       | 21 |            | Lage der Gemeinde Steinwiesen im Landkreis Kronach               | 55,04 (8.4 %)  | 3333 (5 %)     | 61               | [ 25 ]    | [ 26 ]  |
| Stockheim          | Wappen der Gemeinde Stockheim         | 10 |            | Lage der Gemeinde Stockheim im Landkreis Kronach                 | 25,37 (3.9 %)  | 4815 (7.3 %)   | 190              | [ 27 ]    | [ 28 ]  |
| Tettau, M          | Wappen der Gemeinde Tettau            | 8  |            | Lage der Gemeinde Tettau im Landkreis Kronach                    | 23,81 (3.7 %)  | 1965 (3 %)     | 83               | [ 29 ]    | [ 30 ]  |
| Teuschnitz, St     | Wappen der Gemeinde Teuschnitz        | 11 | Teuschnitz | Lage der Gemeinde Teuschnitz im Landkreis Kronach                | 34,26 (5.3 %)  | 1921 (2.9 %)   | 56               | [ 31 ]    | [ 32 ]  |
| Tschirn            | Wappen der Gemeinde Tschirn           | 2  | Teuschnitz | Lage der Gemeinde Tschirn im Landkreis Kronach                   | 20,12 (3.1 %)  | 508 (0.8 %)    | 25               | [ 33 ]    | [ 34 ]  |
| Wallenfels, St     | Wappen der Gemeinde Wallenfels        | 23 |            | Lage der Gemeinde Wallenfels im Landkreis Kronach                | 45,66 (7 %)    | 2566 (3.9 %)   | 56               | [ 35 ]    | [ 36 ]  |
| Weißenbrunn        | Wappen der Gemeinde                   | 29 |            | Lage der Gemeinde Weißenbrunn im Landkreis Kronach               | 26,41 (4.1 %)  | 2808 (4.2 %)   | 106              | [ 37 ]    | [ 38 ]  |
| Wilhelmsthal       | Wappen der Gemeinde Wilhelmsthal      | 38 |            | Lage der Gemeinde Wilhelmsthal im Landkreis Kronach              | 42,92 (6.6 %)  | 3521 (5.3 %)   | 82               | [ 39 ]    | [ 40 ]  |